# Moschea di Hazrat-Hizr
La moschea di Hazrat-Hizr è un'antica moschea di Samarcanda, in Uzbekistan, ed è dedicata al profeta al-Khidr.

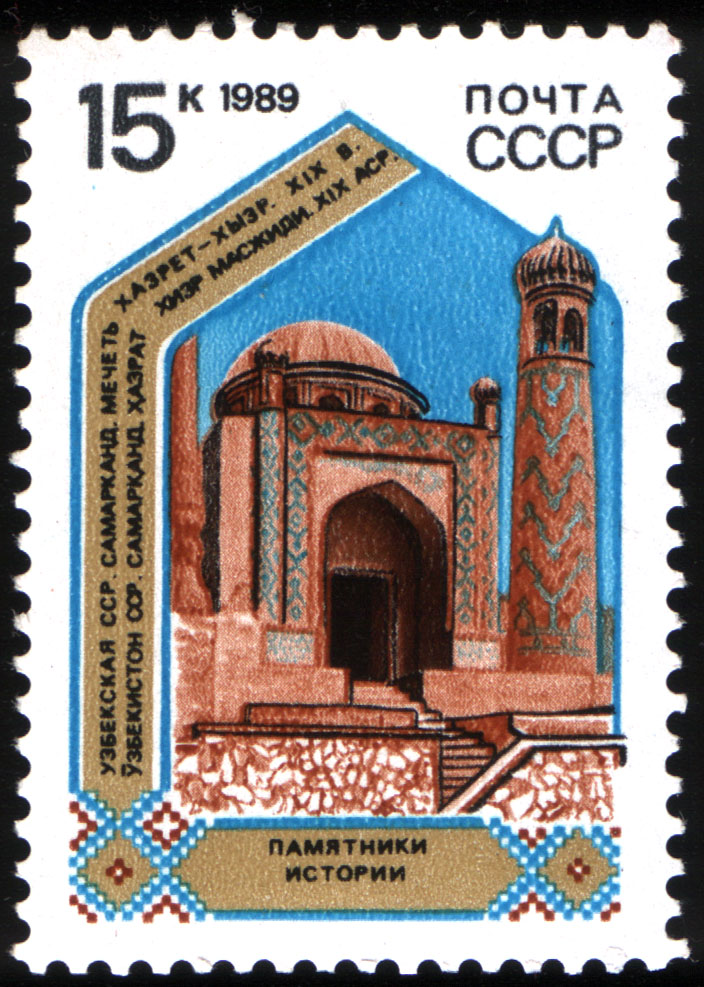

Venne costruita nel VIII secolo e fu poi incendiata e distrutta dalle orde di Gengis Khan nel XIII secolo, da allora rimase un rudere fino al 1854, quando venne ricostruita. Negli anni '90 del secolo scorso un ricco cittadino di Bukhara finanziò il restauro e oggi può essere considerata una delle più belle moschee della città.
All'interno il soffitto è a cupola con un minareto vicino. L'iwan presenta un caratteristico soffitto a nervature.